# Honeckerbach
Der Honeckerbach ist ein Bach im saarländischen Landkreis Merzig-Wadern auf dem Gebiet der Gemeinde Perl in der Gemarkung von Besch und er ist ein knapp zwei Kilometer langer, ostsüdöstlicher und linker Zufluss des Bescher Mühlenbachs.

## Geographie

### Verlauf
Der Honeckerbach entspringt im Mosel-Saar-Gau südsüdöstlich des Perler Ortsteils Besch im Waldgewann Honecker auf einer Höhe von etwa 217 m ü. NHN am Nordrand eines kleinen Mischwäldchens. Seine nur intermittierend schüttende Quelle liegt im Naturpark Saar-Hunsrück.
Der Honeckerbach fließt zunächst ungefähr 300 Meter in Richtung Westen am Rande des Mischwaldes entlang und läuft dann nordnordwestwärts am Rande eines Laubwaldes durch die Flur Auf der Steinrausch durch Ackerland. Er zieht nun begleitet von Gehölz in Richtung Nordwesten zwischen der Flur Auf Schweinstriech auf seiner linken Seite und der Flur Im Marlingen auf der rechten durch Grünland und erreicht dann das Dorf Besch.
Dort unterquert er die Brunnestraße, verschwindet dann bei der Waldstraße in den Untergrund und taucht kurz darauf etwas westlich der Straße Im Gärtchen wieder an der Oberfläche auf, um dann gleich danach bei der Straße Zur Obstwiese wieder unter die Erde zu verschwinden.
Unterirdisch fließt er nun unter der Straße Im Pfirsichhain entlang, kreuzt dann die Tettinger Straße, kommt kurz danach wieder an der Oberfläche zurück, unterquert gleich darauf die B 419, hier auch Obermoselstraße genannt, sowie die Gleisanlagen der Obermoselstrecke und mündet schließlich aus dem Osten kommend bei der Bischof-Walo-Straße unterirdisch verdolt auf einer Höhe von etwa 147 m ü. NHN von links in den aus dem Norden heranziehenden Bescher Mühlenbach.
Der ungefähr 1,9 km lange Lauf des Honeckerbaches endet ungefähr 70 Höhenmeter unterhalb seiner Quelle, er hat somit ein mittleres Sohlgefälle von etwa 37 ‰.

### Einzugsgebiet
Das 1,19 km² große Einzugsgebiet des Honeckerbaches liegt im Mosel-Saar-Gau und wird durch ihn über den Bescher Mühlenbach, die Mosel und den Rhein zur Nordsee entwässert.
Es grenzt
- im Norden und Nordosten an das Einzugsgebiet des Bescher Mühlenbaches und
- im Südosten und Süden an das des Pfaffenbaches, der in die Mosel mündet.

Das Einzugsgebiet ist zum größten Teil bewaldet und nur der Mündungsbereich ist besiedelt.

## Natur und Umwelt
Das Einzugsgebiet des Honeckerbaches liegt im Landschaftsschutzgebiet „Hammelsberg bei Perl mit Hanecker und Atzbuesch bei Sehndorf“.